# Mohamed Kota
Mohamed Kota (27 de febrero de 1997) es un deportista egipcio que compite en remo. Ganó tres medallas en el Campeonato Mundial de Remo en Sala entre los años 2022 y 2024.

## Palmarés internacional
| Campeonato Mundial | Campeonato Mundial      | Campeonato Mundial | Campeonato Mundial |
| Año                | Lugar                   | Medalla            | Prueba             |
| ------------------ | ----------------------- | ------------------ | ------------------ |
| 2022               | Sede virtual            | Medalla de oro     | Ligero 500 m       |
| 2023               | Mississauga (Canadá)    | Medalla de bronce  | Ligero 500 m       |
| 2024               | Praga (República Checa) | Medalla de oro     | Ligero 500 m       |